# Lucas Alario
Lucas Nicolás Alario (ur. 8 października 1992 w Tostado) – argentyński piłkarz pochodzenia włoskiego występujący na pozycji napastnika, reprezentant Argentyny, od 2024 roku zawodnik brazylijskiego Internacionalu.

## Kariera klubowa
Alario pochodzi z liczącej zaledwie około stu mieszkańców miejscowości Cuatro Bocas w prowincji Santiago del Estero. Przyszedł jednak na świat w oddalonym o 55 kilometrów mieście Tostado, gdzie znajdowała się najbliższa klinika. Jest najmłodszym z trójki braci. W wieku trzynastu lat przeniósł się z Cuatro Bocas do Tostado, aby kontynuować naukę; w jego rodzinnej miejscowości funkcjonowała bowiem tylko szkoła podstawowa. Treningi piłkarskie rozpoczynał w tamtejszym klubie San Lorenzo de Tostado. Jako piętnastolatek został włączony do drużyny seniorów San Lorenzo, występującej w lokalnych amatorskich rozgrywkach Liga Ceresina de Fútbol. W późniejszym czasie jeździł na testy do klubu CA Newell’s Old Boys i znanej akademii piłkarskiej Escuela Ernesto Duchini (której wychowankami są m.in. Abel Balbo czy Juan Pablo Carrizo), lecz nie zdołał tam znaleźć zatrudnienia. Ostatecznie w wieku siedemnastu lat przeniósł się do ekipy CA Colón z siedzibą w Santa Fe, który za 80% praw do jego karty zawodniczej wyłożył sumę 200 tysięcy argentyńskich pesos (około 48 tysięcy dolarów).
Do pierwszego zespołu Colónu został wcielony przez szkoleniowca Mario Sciacquę i w argentyńskiej Primera División zadebiutował 11 czerwca 2011 w przegranym 0:1 spotkaniu z Arsenalem. Przez pierwsze trzy lata pozostawał jednak wyłącznie rezerwowym dla graczy takich jak m.in. Esteban Fuertes, Federico Higuaín czy Emmanuel Gigliotti i na boiskach pojawiał się sporadycznie. Dopiero za kadencji trenera Diego Oselli wywalczył sobie miejsce w linii ataku, premierowego gola w najwyższej klasie rozgrywkowej zdobywając 21 marca 2014 z rzutu karnego w wygranej 1:0 konfrontacji z Tigre. W tym samym sezonie spadł jednak z Colónem do drugiej ligi. Już jednak pół roku później – na koniec jesiennych rozgrywek Transición 2014 – jako najlepszy strzelec drużyny awansował z nią z powrotem na najwyższy szczebel. Ogółem barwy Colónu reprezentował przez ponad cztery lata.
W lipcu 2015 Alario za łączną sumę 2,5 miliona dolarów (zapłaconą w dwóch ratach) przeszedł do krajowego giganta – CA River Plate ze stołecznego Buenos Aires. Od razu został podstawowym napastnikiem River; już miesiąc później wygrał najbardziej prestiżowe rozgrywki Ameryki Południowej – Copa Libertadores. W rewanżu dwumeczu finałowego tego turnieju strzelił gola meksykańskiemu Tigres UANL (3:0). W grudniu 2015 wziął udział w klubowych mistrzostwach świata, podczas których zdobył bramkę w półfinałowym meczu z japońskim Sanfrecce Hiroszima (1:0), zaś drużyna River dotarła do finału, ulegając w nim Barcelonie (0:3). W 2016 roku wywalczył z zespołem prowadzonym przez Marcela Gallardo puchar Argentyny – Copa Argentina i został królem strzelców tych rozgrywek (z siedmioma golami na koncie), wybrano go również najlepszym piłkarzem turnieju. Zdobył także superpuchar kontynentu – Recopa Sudamericana. W 2016 znalazł się na sporządzonej przez serwis Goal.com liście 50 najlepszych piłkarzy świata, jako jedyny gracz występujący poza Europą. W sezonie 2016/2017 osiągnął wicemistrzostwo Argentyny, tworząc duet napastników z Sebastiánem Driussim. Łącznie w River we wszystkich rozgrywkach zanotował 82 mecze i strzelił 41 goli.
W sierpniu 2017 Alario za 24 miliony euro przeniósł się do niemieckiego Bayeru 04 Leverkusen, podpisując z nim pięcioletnią umowę. W drużynie tej został następcą dotychczasowego podstawowego napastnika ekipy, wytransferowanego kilka dni wcześniej Javiera Hernándeza. W tamtejszej Bundeslidze zadebiutował 24 września 2017 w wygranym 3:0 meczu z Hamburgerem SV, strzelając wówczas także pierwszego gola w nowym klubie.

## Kariera reprezentacyjna
W seniorskiej reprezentacji Argentyny Alario zadebiutował za kadencji selekcjonera Edgarda Bauzy, 1 września 2016 w wygranym 1:0 meczu z Urugwajem w ramach eliminacji do mistrzostw świata w Rosji. Pierwszą bramkę w kadrze narodowej strzelił natomiast 13 czerwca 2017 w wygranym 6:0 sparingu z Singapurem.